# Вісенте Арсе
Вісенте Арсе Камачо (ісп. Vicente Arze Camacho; 22 листопада 1985, Санта-Крус-де-ла-Сьєрра, Болівія) — болівійський футболіст, півзахисник клубу «Блумінг».

## Біографія

### Молодіжна кар'єра
Арсе почав свою кар'єру футболіста у футбольній академії Тауїчі, звідки в подальшому перейшов в «Блумінг». 1999 року Арсе продовжив навчання в молодіжній команді аргентинського клубу «Ньюэллс Олд Бойз». Приблизно в той же час цю покинув Ліонель Мессі.
Після повернення в Болівію, у 2004 році футболіст переїхав до США, щоб вчитися в коледжі і одночасно грати за його футбольну команду. Він вступив в університет Мерсер. У своєму першому сезоні новачок зіграв 21 матч, з яких у 20 виходив у стартовому складі, забив три голи і зробив сім результативних передач. У тому ж році він був удостоєний звання «новачок року» атлантичної конференції і був обраний в символічну збірну команду конференції. У наступному сезоні болівієць в 14 іграх забив 8 голів і зробив 3 результативні передачі, всього ж за команду університету Арсе зіграв 68 матчів, забив 23 голи і зробив 18 передач.

### Клубна кар'єра
Вісенте Арсе став одним з небагатьох гравців, які змогли перейти з команди університету Мерсер в професійний футбол. В одному з драфтів МЛС 2008 він був обраний у другому раунді командою «Ванкувер Вайткепс».
Дебют Арсе в професійному футболі відбувся в рамках USL-1 12 квітня 2008 року у грі першого туру проти команди «Монреаль Імпакт». Перший гол футболіст забив 24 травня 2008 року у ворота «Портленд Тімберс», після чого був обраний в «збірну тижня». У підсумковій таблиці регулярного чемпіонату «Вайткепс» посіли друге місце після «Пуерто-Рико Айлендерс». 12 жовтня 2008 року у фінальному матчі плей-оф команда Тейтура Тордарсона з рахунком 2:1 перемогла тих же «Айлендерс» і стала чемпіоном USL-1. Разом з Освальдо Алонсо з «Чарльстон Беттері» і Мартіном Нуньєсом з «Кароліна Рейлгоукс» Вісенте Арсе був одним з претендентів на звання «Новачка року» в USL-1. Всього протягом сезону футболіст зіграв в 26 матчах ліги, в яких забив 1 гол і віддав 2 гольові передачі.
У матчах першості Канади 2008 року болівієць лише двічі виходив на заміни, а «Вайткепс» посіли останнє третє місце.
16 грудня 2008 року Арсе і рада директорів «Вайткепс» продовжили контракт болівійського півзахисника ще на один рік. В сезоні 2009 футболіст був номінований разом з Лайлом Мартіном на премію «Вайткепс Блу енд Вайт Еворд». Крім того, в тому ж році Арсе зіграв 2 матчі у вищому дивізіоні Болівії за «Аурору». Після закінчення сезону 2009 Вісенте Арсе покинув «Вайткепс», ставши повноцінним гравцем «Ауроры».
У 2010 році футболіст перейшов в угорський «Діошдьйор», де провів два сезони і допоміг команді за результатами першого з них вийти до вищого дивізіону.
У серпні 2012 року підписав контракт з бельгійською командою «Шарлеруа». 2 серпня 2012 року він дебютував у вищому дивізіоні Бельгії в грі проти «Брюгге». 10 грудня 2012 року «Шарлеруа» віддав Арсе в оренду в іранський клуб «Естегляль». У його складі футболіст дебютував 14 грудня у кубковому матчі проти «Сайпи», забивши останній з 4-х голів своєї команди (4:0). В наступному році футболіст повернувся в «Шарлеруа», і вже в лютому 2014 його контракт був розірваний.
Взимку 2014 року Арсе проходив збори з українським клубом Прем'єр-ліги «Говерла». Перегляд болівійського півзахисника в ужгородській команді завершився підписанням контракту. В українському чемпіонаті футболіст дебютував 4 квітня у грі проти донецького «Металурга». У дебютному матчі Арсе зумів створити кілька потенційно небезпечних моментів. Через півроку перебування в Ужгороді півзахисник розірвав контракт з «Говерлою», імовірно, через фінансові проблеми в клубі і проблеми з виплатою зарплати.
Взимку 2015 року футболіст після 15-річної перерви повернувся в команду рідного міста «Блумінг».

### Міжнародна кар'єра
Під час свого перебування в «Ньюеллс Олд Бойз» Арсе залучався до ігор молодіжної збірної Болівії. Брав участь в матчах кваліфікаційного раунду чемпіонату Південної Америки та чемпіонату світу серед молодіжних команд 2003.
У складі національної збірної Вісенте Арсе провів в загальній кількості 3 матчі.
| Матчі і голи Вісенте Арсе за збірну Болівії | Матчі і голи Вісенте Арсе за збірну Болівії | Матчі і голи Вісенте Арсе за збірну Болівії | Матчі і голи Вісенте Арсе за збірну Болівії | Матчі і голи Вісенте Арсе за збірну Болівії | Матчі і голи Вісенте Арсе за збірну Болівії | Матчі і голи Вісенте Арсе за збірну Болівії                 |
| ------------------------------------------- | ------------------------------------------- | ------------------------------------------- | ------------------------------------------- | ------------------------------------------- | ------------------------------------------- | ----------------------------------------------------------- |
| №                                           | Дата                                        | Місце проведення                            | Суперник                                    | Рахунок                                     | Голи                                        | Турнір                                                      |
| 1                                           | 11 червня 2013                              | Сантьяго, Чилі                              | Чилі                                        | 1:3                                         | -                                           | Чемпіонат світу з футболу 2014 (відбірний турнір, КОНМЕБОЛ) |
| 2                                           | 6 вересня 2013                              | Асунсьйон, Парагвай                         | Парагвай                                    | 0:4                                         | -                                           | Чемпіонат світу з футболу 2014 (відбірний турнір, КОНМЕБОЛ) |
| 3                                           | 30 травня 2014                              | Севілья, Іспанія                            | Іспанія                                     | 0:2                                         | -                                           | Товариський матч                                            |

Разом: 3 матчі / 0 голів; 0 перемог, 0 нічиїх, 3 поразки.